# Даниэль Жезус
Даниэль Жунио де Жезус Насименто (порт. Daniel Junio De Jesus Nascimento; род. 22 мая 1998, Рибейран-Прету, Сан-Паулу) — бразильский футболист, полузащитник клуба «Гремио Новуризонтино»

## Биография
Воспитанник клуба «Гремио Новуризонтино», где занимался с 2016 по 2018 год. Впервые в основном составе «Гремио Новуризонтино» сыграл 5 августа 2018 года в матче Кубка Паулисты против «Мирасола» (1:0). В 2019 году играл на правах аренды за «Катандуву» во втором дивизионе лиги Паулисты.
В феврале 2020 года перешёл на правах аренды в словацкую «Нитру». Дебют в чемпионате Словакии для бразильца состоялся 22 февраля 2020 года во встрече против «Земплин Михаловце» (0:1). За «Нитру» Даниэль Жезус играл до конца 2020 года.
Летом 2021 года заключил годичный контракт с «ВПК-Агро» из Первой лиги Украины.